# Control Denied
A Control Denied egy amerikai progresszív power metal zenekar, melyet Chuck Schuldiner, a Death zenekar énekes/gitárosa alapított 1997-ben. Első nagylemezüket 1999-ben jelentette meg a Nuclear Blast kiadó The Fragile Art of Existence címmel. A zenekar második albuma befejezetlen maradt Chuck Schuldiner 2001-es halála miatt. Bár a Control Denied megmaradt tagjai szerették volna befejezni a When Man and Machine Collide albumot, de a jogok tulajdonosa a Karmageddon Media (a korábbi Hammerheart kiadó) ezt nem engedélyezte, és a próbatermi demókat később Chuck Schuldiner neve alatt adta ki.

## Tagok
- Tim Aymar – ének
- Chuck Schuldiner – gitár
- Shannon Hamm – gitár
- Steve DiGiorgio – basszusgitár
- Richard Christy – dobok